# Hapalomys gracilis
Hapalomys gracilis is een fossiel knaagdier uit het geslacht Hapalomys dat gevonden is in Longgupo in Zuid-China. De soortaanduiding gracilis is Latijn voor 'dun'. Van deze soort is slechts een eerste onderkies bekend, die 2,60 bij 1,58 millimeter groot is. Deze kies is kleiner dan die van alle andere soorten van Hapalomys. De kies heeft ook kleinere labiale knobbeltjes dan alle soorten behalve H. angustidens en verschilt van alle soorten behalve H. angustidens in de afwezigheid van het posterolabiale cingulum.
Hapalomys angustidens† · Hapalomys delacouri · Hapalomys eurycidens† · Hapalomys gracilis† · Hapalomys khaorupchangi† · Hapalomys longicaudatus · Hapalomys suntsovi